# Clube Atlético Juventus
Clube Atlético Juventus obvykle známý jednoduše jako Juventus je brazilský fotbalový tým, založený v Mooca ve městě São Paulo. Brazilskou nejvyšší soutěž Sérii A hrál jednou, v roce 1983. V sezóně 2013 hraje třetí ligu státu São Paulo. Byl založen 20. dubna 1924.

## Stadion
Stadion Juventusu se nazývá Estádio Rua Javari. Poprvé byl otevřen v roce 1929. Nyní má kapacitu okolo 4 000 diváků.

## Známí hráči
- Johnson Macaba
- César Luis Menotti
- Adriano Gerlin da Silva
- Alex Rodrigo Dias da Costa
- Alex Alves
- Ataliba
- Lucas Moura
- Luizinho (Pequeno Polegar)
- Luisão
- Oberdan Cattani
- Thiago Motta
- Wellington Paulista
- Lúcio Wagner
- Israel Castro Franco
- Kazuyoshi Miura
- Deco
- Lucas

## Známí trenéři

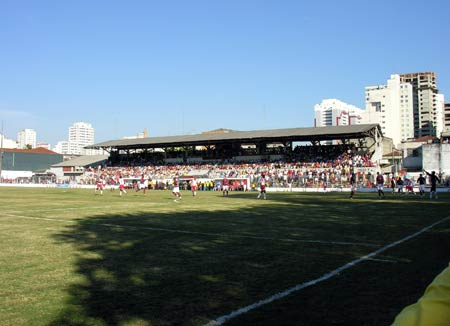
Estádio Rua Javari

- Basílio
- Candinho
- Edu Marangon